# Distrikt Santo Tomás (Chumbivilcas)
Der Distrikt Santo Tomás liegt in der Provinz Chumbivilcas in der Region Cusco in Südzentral-Peru. Der Distrikt wurde am 21. Juni 1825 gegründet. Er hat eine Fläche von 1905 km². Beim Zensus 2017 wurden 23.205 Einwohner gezählt. Im Jahr 1993 lag die Einwohnerzahl bei 22.652, im Jahr 2007 bei 24.492. Die Distriktverwaltung befindet sich in der 3660 m hoch gelegenen Provinzhauptstadt Santo Tomás mit 10.738 Einwohnern (Stand 2017).

## Geographische Lage
Der Distrikt Santo Tomás liegt im Südwesten der Provinz Chumbivilcas. Der Distrikt liegt im Andenhochland. Er umfasst das obere Einzugsgebiet des Río Santo Tomás. Entlang der östlichen Distriktgrenze fließt der Oberlauf des Río Velille (Río Cayarani).
Der Distrikt Santo Tomás grenzt im Süden an den Distrikt Cayarani (Provinz Condesuyos), im Südwesten an den Distrikt Puyca (Provinz La Unión), im Westen an den Distrikt Oropesa (Provinz Antabamba), im Nordwesten an den Distrikt Llusco, im äußersten Norden an den Distrikt Colquemarca, im Osten an die Distrikte Chamaca und Velille sowie im äußersten Südosten an den Distrikt Coporaque (Provinz Espinar).